# Hydroxid hlinitý
Hydroxid hlinitý (Al(OH)3) je nejstabilnější sloučeninou hliníku za standardních podmínek. Je amfoterní: v kyselém prostředí tvoří kationty [Al(H2O)6]3+, v zásaditém prostředí vzniká tetrahydroxohlinitanový aniont [Al(H2O)2(OH)4]−. Toto jsou dva nejčastější ionty ve zředěném roztoku. V zásaditějších roztocích vznikají vícejaderné ionty, např. [(H2O)4Al(μ-OH)2Al(H2O)4]4+.

## Výskyt v přírodě
Čistý hydroxid hlinitý se v přírodě vyskytuje jako minerál gibbsit (hydrargillit, γ Al(OH)3). Je také jednou ze složek nejvýznamnější hliníkové rudy bauxitu, společně s dalšími formami hydratovaného oxidu hlinitého a hydratovaného oxidu železitého.
Srážením z alkalických roztoků lze připravit α-Al(OH)3 (bayerit), který se v přírodě nevyskytuje. Tato forma hydroxidu hlinitého je méně stálá než gibbsit.

## Použití
Používá se jako jedno z adjuvant. Ve vodárenství se využívá k čiření vody, což je jedna z operací při výrobě pitné vody.